# Gabriella Windsor
Lady Gabriella Marina Alexandra Ophelia Kingston (23 april 1981) is een Britse journalist (onder de naam Ella Windsor). Ze is het meest bekend als een lid van de Britse koninklijke familie. 
Gabriella is de enige dochter van prins Michael van Kent (kleinzoon van koning George V en Mary van Teck) en Marie Christine von Reibnitz. Ze werd geboren in het St Mary's Hospital (Londen) en ze heeft een oudere broer: Frederick Windsor.
In mei 2004 kreeg Gabriella haar diploma van Brown-universiteit in Providence (Rhode Island) en ze behaalde haar master aan de Universiteit van Oxford. Ze heeft artikelen geschreven voor The Spectator, The Daily Mail en andere tijdschriften en kranten.
Ella trouwde 18 mei 2019 Windsor Castle met Thomas Henry Robin Kingston (22 juni 1978 – 27 februari 2024). 
Als singer-songwriter bracht Ella in 2020 twee zelfgeschreven liedjes uit; "Out of Blue" en "Bam Bam". Dit deed ze om geld in te zamelen voor een goed doel. Hierna volgden de liedjes "Put the Sea", "Half" en "This Morning".